# Knema krusemaniana
Knema krusemaniana är en tvåhjärtbladig växtart som beskrevs av De Wilde. Knema krusemaniana ingår i släktet Knema och familjen Myristicaceae. Inga underarter finns listade i Catalogue of Life.